# Erlaubnis (Bergrecht)
Die Erlaubnis ist im deutschen Bergrecht das Recht, in einem bestimmten Grubenfeld Bodenschätze aufzusuchen.
Mit dem in der BRD 1982 eingeführten Bundesberggesetz (BBergG) wird durch die Erlaubnis das ausschließliche Recht gewährt, nach den Vorschriften dieses Gesetzes in einem bestimmten Feld (Erlaubnisfeld) die in der Erlaubnis bezeichneten Bodenschätze aufzusuchen, bei planmäßiger Aufsuchung notwendigerweise zu lösende oder freizusetzende Bodenschätze zu gewinnen und das Eigentum daran zu erwerben, die Einrichtungen zu errichten und zu betreiben, die zur Aufsuchung der Bodenschätze und zur Durchführung der damit im Zusammenhang stehenden Tätigkeiten erforderlich sind.
Die Erteilung einer Erlaubnis stellt lediglich einen Rechtstitel dar, der den Inhaber lediglich aufgrund der nachzuweisenden Eignung grundsätzlich und ausschließlich berechtigt, die Aufsuchung in dem ihm zugesprochenen Erlaubnisfeld vorzunehmen. Das Recht zu tatsächlichen Aufsuchungshandlungen besteht nicht. Diese dürfen nur aufgrund zugelassener Betriebspläne erfolgen.
Um Bodenschätze in dem Feld zu gewinnen, bedarf es einer Bewilligung.